# Donald Garstang
Donald Garstang (Los Angeles, 8 agosto 1946 – Londra, 23 giugno 2007) è stato uno storico dell'arte statunitense naturalizzato britannico.

## Biografia
Gli è stata concessa la cittadinanza palermitana per i suoi studi sull'opera di Giacomo Serpotta, di fatto da lui scoperto e portato alla ribalta 350 anni dopo la morte grazie alla passione in lui sorta dopo la visita a Palermo negli anni Settanta.
Garstang si batté per anni perché venisse riconosciuta l'importanza artistica e storica del maestro palermitano dello stucco e a lui si deve sicuramente il ritrovato interesse della città per un suo maestro quasi dimenticato.
Come da sua richiesta è stato sepolto a Palermo, città che amava: le sue ceneri sono state inumate nel 2009 nel cortile dell'oratorio di San Lorenzo.

## I suoi scritti
- Giacomo Serpotta e gli stuccatori di Palermo, Sellerio Editore, Palermo 1990, ISBN 88-7681-050-1
- Giacomo Serpotta e i serpottiani. Stuccatori a Palermo (1656-1790), Flaccovio, Palermo 2006, ISBN 88-7804-402-4